# Região de Tadjourah
A região de Tajdourah é a maior região do Djibuti. É também uma das mais importantes a nível económico e comercial, devido à existência do Lago Assal, onde a principal fonte de riqueza é o sal.
Marca a fronteira com a Eritreia e a Etiópia, estando envolvida indirectamente nos conflitos armados entre os dois países. Está dividida em quatro distritos, Dorra, Balha, Randa e, a capital regional, Tadjourah.